# Fénofibrate
Le fénofibrate est un médicament, de la classe des fibrates, indiqué dans le traitement de l'excès de cholestérol et des triglycérides chez les personnes ayant un risque de maladie cardiaque et n'ayant pas réussi à les faire baisser par un régime.

## Présentation
Le fénofibrate est disponible sous différentes formes pharmaceutiques mais aussi sous différents dosages parfois substituables. Par exemple, en Europe, le fénofibrate est disponible en gélule ou comprimé à 300, 200, 160 et, depuis 2005-2006, 145 mg. Le dosage à 200 mg peut être remplacé par celui à 160 mg et ce dernier par le dosage à 145 mg.
Cette particularité est due au fait que la biodisponibilité du fénofibrate dépend de la taille de ses particules (la granulosité). Dans l'exemple précédent, le fénofibrate contenu dans le 160 mg est micronisé (broyé afin d'obtenir des particules de la taille du micromètre), le 145 mg quant à lui est dit nanonisé ; ses particules étant toutes de taille inférieure à 400 nm.

## Pharmacologie
Le fénofibrate est métabolisé sous une forme active, l'acide fénofibrique.

## Interactions médicamenteuses
Contrairement au gemfibrozil, un autre fibrate, le fénofibrate ne modifie guère le taux sérique des statines.

## Utilisation

### Traitement des dyslipidémies
Le fénofibrate fait baisser les taux de triglycérides et de cholestérol sanguins mais n'a pas démontré d'efficacité sur la réduction des maladies cardiovasculaires, qu'il soit utilisé seul ou en association avec les statines.

## La molécule en tant que principe actif de médicaments
La molécule est utilisée, notamment, dans le Lipanthyl, fabriquée par le Groupe Fournier, et spécialement sa filiale la société Synkem.

## Effets secondaires
Effets cutanés, hématologiques et rénaux.